# Lappens brud eller Dramat i vildmarken
Lappens brud eller Dramat i vildmarken är en svensk kort dramafilm från 1913 i regi av John Bergqvist. 

## Handling
En ung lappflicka älskar en ung same. Kärleken är ömsesidig men flickans föräldrar vill helst ha skogvaktaren som hennes äkta man. Den skurkaktige skogvaktaren skjuter i ett anfall av svartsjuka den unge samen.

## Om filmen
Filmen premiärvisades 24 februari 1913 på biograf Central i Stockholm. Inspelningen skedde i Åre av John Bergqvist och Jonas Gillberg. Efter inspelningarna fortsatte skådespelarna Birger Lundstedt, Charles Paterson och Hildi Waernmark att turnera som teatertrupp under Birger Lundstedts ledning.

## Rollista (i urval)
- Birger Lundstedt
- Hildi Waernmark
- Dagmar Nyberg
- Erik Johansson
- Enligt annonsen medverkade även riktiga lappar som statister